# Zimna Woda
Zimna Woda este o arie protejată (sit de importanță comunitară — SCI) din Polonia întinsă pe o suprafață de 88,76 ha, integral pe uscat.

## Localizare
Centrul sitului Zimna Woda este situat la coordonatele 51°52′06″N 15°32′04″E / 51.8683°N 15.5345°E.

## Înființare
Situl Zimna Woda a fost declarat sit de importanță comunitară în octombrie 2009 pentru a proteja 2 specii de animale.

## Biodiversitate
Situată în ecoregiunea continentală, aria protejată conține 2 habitate naturale: Păduri de stejar și carpen Galio-Carpinetum, Păduri aluvionare cu Alnus glutinosa și Fraxinus excelsior (Alno-Padion, Alnion incanae, Salicion albae).
La baza desemnării sitului se află mai multe specii protejate:
- amfibieni (1): triton cu creastă (Triturus cristatus)
- nevertebrate (1): fluturele purpuriu (Lycaena dispar)